# Joseph (personaggio)
Joseph è un personaggio dei fumetti, creato da Scott Lobdell (testi) e Roger Cruz (disegni), pubblicato dalla Marvel Comics. La sua prima apparizione avviene in Uncanny X-Men n. 327, del dicembre 1995.
Secondo i piani originari degli autori, avrebbe dovuto trattarsi di Magneto dopo una perdita di memoria. Dopo aver mantenuto per un certo periodo il mistero sulla sua identità, fu invece rivelato che Joseph era in realtà un clone del Signore del magnetismo, creato da una ex seguace e ex fiamma di Magneto, Astra.

## Biografia del personaggio
Joseph fu creato in laboratorio da Astra, una misteriosa mutante che fu in gioventù una delle prime adepte della confraternita dei mutanti di Magneto, ma che si separò presto da lui a causa di una divergenza di vedute sugli obiettivi della loro crociata contro gli esseri umani. Quando Charles Xavier cancellò la mente di Magneto, Astra lo soccorse, al fine di utilizzare il suo materiale genetico per crearne una versione più giovane e potente, che fosse però asservita al suo volere. Dopo aver dato vita al clone, gli ordinò di uccidere l'originale, il quale però, a causa della sua superiore esperienza e astuzia, riuscì ad avere la meglio in uno scontro aereo, in seguito al quale il clone precipitò inerme e privo di ricordi nella giungla dell'America centrale.
Lì fu accolto in un orfanotrofio, gestito da Sorella Maria de la Joya, che gli diede il nome di Joseph. Credendosi Magneto, incontrò Rogue, di cui si innamorò, e pentito per quelli che credeva fossero i suoi crimini, fu conquistato dal sogno di pace di Xavier e si unì agli X-Men nella battaglia contro Onslaught.
In cerca di risposte sul suo passato, Joseph conobbe gli Accoliti, a quel tempo guidati da Exodus, che, credendolo anch'essi Magneto, lo pregarono di guidarli. Egli allora ordinò agli Accoliti di abbandonare la loro guerra e tornò soddisfatto tra le file degli X-Men.
Successivamente Joseph contribuì a combattere la Falange, un'entità aliena che minacciava l'Impero Shi'ar, di ritorno sulla terra, fu fatto prigioniero dal vero magneto sotto le mentite spoglie di Erik il Rosso assieme a Maggott, che, pur capendo grazie al suo potere mutante, che Joseph non era Magneto, non disse nulla. Poco tempo dopo, mentre Joseph si trovava in Israele con Sabra, fu catturato da Astra che gli rivelò finalmente la verità sul suo passato, e cercò di ridurlo ancora una volta in schiavitù e di utilizzarlo per sconfiggere definitivamente Magneto. Joseph tuttavia si ribellò, e, dopo l'ultimo scontro con Magneto, decise di sacrificarsi per riparare ai danni che il signore del magnetismo aveva arrecato al campo magnetico terrestre.

## Poteri e abilità
Essendo un clone di Magneto, Joseph possedeva gli stessi poteri mutanti di controllo del magnetismo. Tuttavia, mentre Joseph, essendo più giovane, possedeva un potere più intenso, la capacità di controllo di esso era inferiore a quella di Magneto.